# Feinwerktechnik

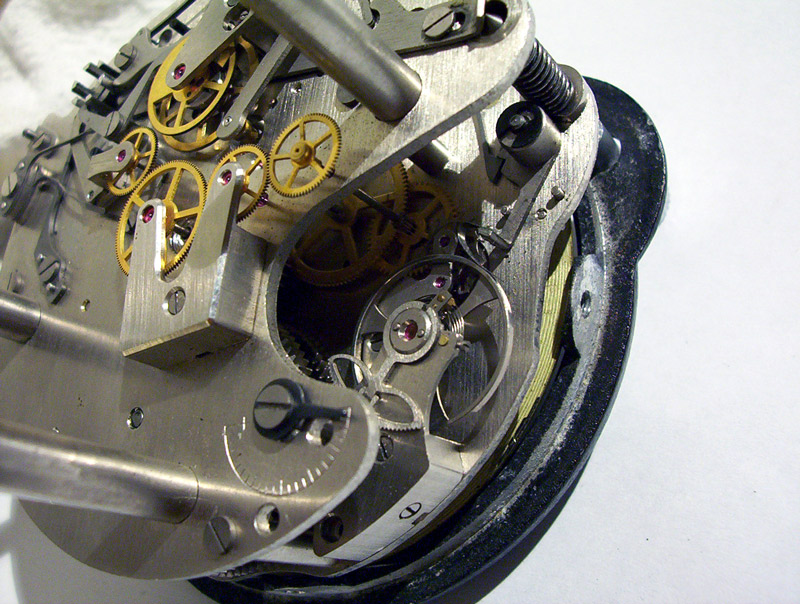
Klassische Perspektive: Mechanisches Uhrwerk

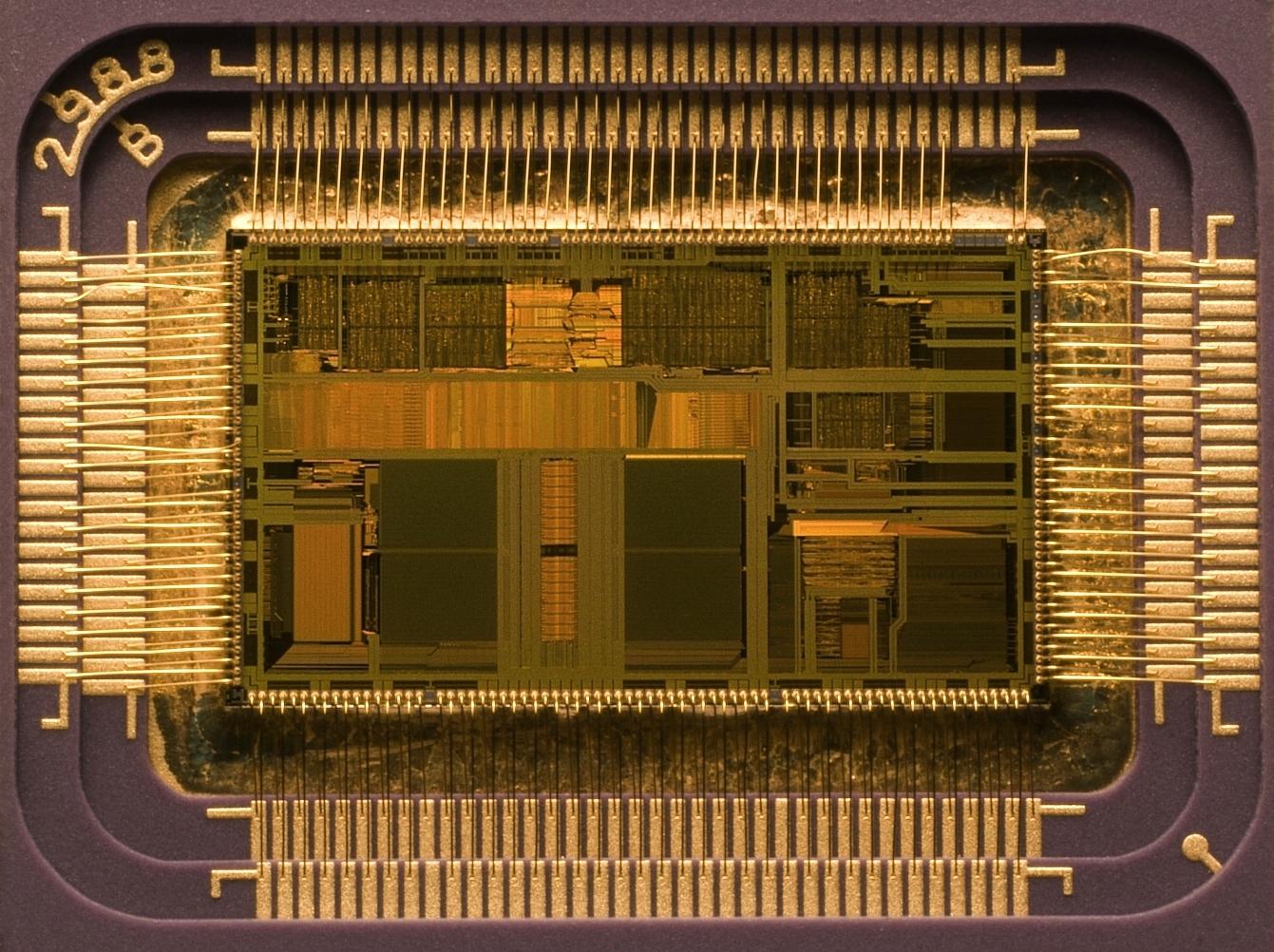
Integrierter Schaltkreis als Beispielanwendung aus dem Bereich Mikroelektronik.

Die Feinwerktechnik (auch als Feingerätetechnik bezeichnet) ist ein interdisziplinäres Fachgebiet innerhalb der Technik, das sich mit der Entwicklung und Fertigung sehr kleiner oder präziser Produkte beschäftigt.
Ausgewählte (unvollständige) Beispiele für die Anwendung der Feinwerktechnik sind:
- Medizintechnik
- Messtechnik
- Mikroelektronik
- Mikroskopie
- Uhren
- Raumfahrttechnik
- Unterhaltungselektronik

Obwohl in der universitären Ausbildung oft dem Maschinenbau zugeordnet, umfasst die Feinwerktechnik neben Teilen dieser Disziplin auch weitere Wissensgebiete wie:
- Feinmechanik
- Mechatronik
- Opto-Elektronik
- Technische Optik
- Technische Akustik

Ein Unterscheidungsmerkmal zum Maschinenbau sind die oft andersartigen Ziele bei der Gestaltung von Bauteilen.
- Im Maschinenbau reichen oft Festigkeitsbetrachtungen aus.
- Um höchste Präzision bzw. Messgenauigkeit zu erzielen, müssen feinwerktechnische Produkte nicht nur stabil sein. Ein über die Forderung nach Sicherheit gegen Bruch hinausgehender Gesichtspunkt ist die Steifigkeit von Einzelteilen und Gerätestrukturen.

Hinzu kommt (bei sehr kleinen Funktionselementen), dass physikalische Naturgesetze im mikroskopischen Bereich andere Auswirkungen haben, als in der dem Menschen unmittelbar zugänglichen Welt. Als bekanntes Beispiel sei hier die Kapillarwirkung genannt.
In einer Zeit, in der das Leben des Menschen immer stärker durch Technik bestimmt wird, leistet die Feinwerktechnik einen bedeutenden Anteil beim Schutz der Umwelt. Zum einen ist bei feinwerktechnischen Produkten der Verbrauch an Ressourcen geringer als in herkömmlichen Industriezweigen, zum anderen kann die Kontrolle und damit der Schutz der Umwelt nur mittels leistungsfähiger Messtechnik gewährleistet werden.

## Ausbildung/Studium
An der Fachhochschule Kiel, Fachhochschule Frankfurt am Main, Fachhochschule Nürnberg und der Fachhochschule Karlsruhe ist der Studiengang Feinwerktechnik in den Studiengang Mechatronik überführt worden. Dies trifft ebenso zu für die Hochschule Esslingen, die Hochschule Heilbronn und die Hochschule Furtwangen. An der Fachhochschule München heißt der Studiengang nun Mechatronik / Feinwerktechnik.
An der Ernst-Abbe-Hochschule Jena ist der Studiengang Feinwerktechnik im Fachbereich SciTec angesiedelt und ergänzt sich hier mit dem in diesem Fachbereich vorhandenen Studiengängen Physikalische Technik, Laser- und Optotechnologien, Werkstofftechnik und Photovoltaik- und Halbleitertechnologie.
An der Universität Stuttgart ist die Feinwerktechnik im Studiengang Maschinenbau integriert und kann dort bereits im Vordiplom vertiefend behandelt werden.
An der TU Ilmenau kann im Fachbereich Maschinenbau ebenfalls die Vertiefungsrichtung Feinwerktechnik gewählt und im Bachelor sowie später im Master vertiefend behandelt werden.
Eine feinwerktechnische Ausbildung wird an der TU Dresden im Studiengang Elektrotechnik in der Studienrichtung "Geräte-, Mikro- und Medizintechnik" angeboten. Da der Studiengang Elektrotechnik an der TU Dresden weiterhin ein durchgängiges Ingenieurstudium beinhaltet, wird diese gerätetechnische Ausbildung mit dem Titel "Diplom-Ingenieur" (mit einer Äquivalenzbescheinigung "Master of Science, M.Sc.") abgeschlossen. Ein Einstieg mit einem Bachelor-Abschluss von einer anderen Bildungseinrichtung ist in diese Studienrichtung auch möglich.